# الکساندر دمیتروک
الکساندر دمیتروک (اوکراینی: Дмитрук Александр Николаевич؛ زادهٔ ۱۶ ژوئیهٔ ۱۹۸۰) بازیکن فوتبال اهل اوکراین است.